# Grote zeef
In de analytische getaltheorie, een deelgebied van de wiskunde, is de grote zeef een methode (of een familie van methoden en verwante ideeën) 
De naam komt van haar oorspronkelijke toepassing: gegeven een verzameling {\displaystyle S\subset \{1,\cdots ,N\}} zodanig dat de elementen van S worden verboden om in een verzameling Ap ⊂ Z/p Z modulo elk priemgetal p te liggen, hoe groot kan S dan zijn? Hier wordt Ap beschouwd als zijnde zeer groot, dat wil zeggen ten minste zo groot als een constante vermenigvuldigt met p; als dit niet het geval is, spreken we van een kleine zeef. (De term "zeef" wordt gezien als een verwijzing naar het zeven van goud. In plaats van goudkorrels, "zeven" wij in de zeeftheorie gehele getallen die in een de verboden congruentieklassen modulo p vallen. Aan het einde van het proces vragen wij ons af wat er nog over is.)

## Ontwikkeling
Grote zeefmethoden zijn ver genoeg ontwikkeld dat zij ook in geval van kleine zeef-situaties toepasbaar zijn. Inmiddels wordt of iets gerelateerd is aan de grote zeef niet noodzakelijkerwijs in termen van de hierboven beschreven situatie gezien, maar meer of een van de twee onderstaande methoden van bewijs, die traditioneel gebruikt om grote zeef-resultaten op te leveren, van toepassing is

## Geschiedenis
De vroege geschiedenis van de grote zeef kan worden herleid naar werk van Yuri Linnik uit 1941 op het gebied van het  probleem van de kwadratisch residuen. Vervolgens werkte ook Alfréd Rényi aan de grote zeef. Hij maakte gebruik van  waarschijnlijkheidsmethoden. Twee decennia later, na een flink aantal bijdragen van anderen, werd de grote zeef op een meer definiete manier geformuleerd. Dit gebeurde in de vroege jaren 1960, onafhankelijk van elkaar door Klaus Roth en Enrico Bombieri. Het is ook rond deze tijd dat de relatie met het dualiteitsprincipe beter werd begrepen.